# 天主教孔韋爾薩諾-莫諾波利教區
天主教孔韋爾薩諾-莫諾波利教區（拉丁語：Dioecesis Conversanensis-Monopolitana），是義大利一個天主教教區。屬巴里-比通托總教區。
教區包括巴里省九市和布林迪西省兩市，教座位於孔韋爾薩諾。2006年有教友243,423人，佔總人口98.7%。有五十六個堂區、司鐸143名。現任教區主教為道明·帕多瓦諾。

## 歷史

### 孔韋爾薩諾教區
孔韋爾薩諾教區相傳由聖伯多祿開教，但比較可靠的成立時間不早於8世紀。教區屬巴里教省。
13世紀時期當地本篤會隱修院院長獲得對卡斯泰拉納教會、人民和神職的特權，與主教發生衝突，直到19世紀特權被撤銷為止。
1703年4月16日教區修院成立。

### 莫諾波利教區
莫諾波利教區的前身是埃格納齊教區，第一個有文獻記載的主教出現於501年。545年教座遷移至莫諾波利。
當時，當地受外族多次入侵，埃格納齊被毀，教會傳承在702年後亦中斷了，直到10世紀末才恢復，當時與布林迪西教區處於聯合狀態。1091年前屬羅馬教省，此後直屬於聖座。1668年教區修院成立。
1818年6月27日波利尼亞諾教區被併入，同時確認莫諾波利教區直屬於聖座。

### 合併
1970年1月21日起兩個教區由同一主教牧養，1980年10月20莫諾波利教區歸屬巴里-比通托教省。1986年9月30日兩個教區合併並易名至今。